# Поліщук Віктор Степанович
Ві́ктор Степа́нович Поліщу́к (нар. 15 серпня 1976, с. Перегонівка, Голованівський район, Кіровоградська область, УРСР) — український підприємець, власник мереж електроніки «Технополіс» і «Ельдорадо», БЦ «Гулівер» у Києві, «Банку Михайлівського», будівельних компаній. За оцінкою Forbes, 2013 року посідав № 71 серед найбагатших людей України.

## Життєпис
Народився 15 серпня 1976 року в Кіровоградській області.

### Освіта
Закінчив Київський технологічний інститут харчової промисловості (зараз — Національний університет харчових технологій) за фахом «теплоенергетик». У цьому ж університеті здобув другу вищу освіту за фахом «економіст».

### Трудова діяльність
Перший запис у трудовій книжці Поліщука з'явився у часи студентства. 1993 року він влаштувався працювати техніком в науково-дослідному підприємстві «Енерготехнологія». У 1997—2001 роках працював на посаді інженера.

### Розвиток бізнесу
За свідченнями дружини Поліщука Лілії Рєзвої, у 2000 році їхня родина була незаможною.
2001 року Поліщук створив компанію «Техенерготрейд», що спершу продавала електротехнічної продукції. Пізніше компанія працювала в сфері логістики. Наступним проектом, участь в якому також бере його дружина Лілія Рєзвая, стає будівництво котеджного містечка «Явір» під Києвом.
2004 року «Техенерготрейд» Поліщука придбала 70 % акцій мережі «Технополіс», компанія стає основним бізнесом олігарха.
2004 року існувало сім магазинів «Технополіс», з приходом Поліщука починається розширення мережі. До 2013 року «Технополіс» володів 65 магазинами й охоплює усі регіони України. Річний товарообіг становить $ 380 млн.
2005 року Поліщук повністю викуповує мережу «Технополіс».
У часи президентства Януковича Поліщук був неофіційним керівником (так званим «смотрящім») Київської області.
Разом з дружиною Лілією Рєзвою придбав частину території Хотівського городища скіфських часів, яку попередньо вивели зі складу пам'ятки археології. Ця ділянка поки залишається незабудованою.
У квітні 2013 року Поліщук придбав найбільшу мережу побутової техніки «Ельдорадо». Після чого почалося злиття «Технополісу» й «Ельдорадо». Об'єднана мережа отримала назву «Ельдорадо» і стала другим на ринку рітейлером за кількістю магазинів та першою за товарообігом.
Восени 2013 року Поліщук відкрив найвищий у Києві торговельно-офісний центр «Гулівер», який будували близько 10 років. Зі слів Поліщука, де-факто керує комплексом його дружина Лілія Рєзвая.
За даними «Голос UA», у 2014 році Поліщук викупив київське підприємство з виробництва зброї «Ленінська кузня», яке до того належало Петру Порошенку.
Станом на кінець 2014 року олігарх володів українським «Банком Михайлівським». Інвестиційна компанія «Інвестиційний капітал Україна» працювала над пошуком об'єктів для поглинання «Банком Михайлівським». Компанією володіють бізнес партнери Валерії Гонтаревої.
2015 року Поліщук купив «Всеукраїнський банк розвитку» у Олександра Януковича та Олександра Стецюка.
2015 року, за даними Державного реєстру України, у власності Поліщука перебував контрольний пакет акцій ТОВ «Екосіпан».
Станом на 2015 рік Поліщук був найбільшим забудовником міста Бровари.

## Оцінки статків
- 2013 — № 71 серед найбагатших людей України за версією журналу Forbes.[7][19] Його статки оцінили в $ 214 млн.[18]

## Родина та близьке оточення
Поліщук одружений із Рєзвою Лілією Анатоліївною, яка керує бізнес-центром «Gulliver», вона є племінницею Світлани Медведєвої, дружини прем'єр-міністра та екс-президента РФ Дмитра Медведєва.
Подружжя має сина — Поліщука Дмитра Вікторовича, 2007 р.н.
Сімейні зв'язки за даними Поліщука:
- батько — Поліщук Степан Никифорович, був головним інженером Перегонівського цукрового заводу;
- матір — Поліщук Галина Антонівна, працювала медсестрою в дитячому садку;
- дід — Волчанський Іван Пантелеймонович — брав участь у Другій світовій війні на боці СРСР.

Поліщука зараховують до так званої «сім'ї Януковича». У ЗМІ вказують, що Поліщук — не самостійна фігура. Свій бізнес він побудував завдяки Олександру Клименку, наближеному до Віктора Януковича. Поліщука неофіційно називали «гаманцем Олександра Клименка». Окрім того, статус члена «сім'ї Януковича» Поліщуку надають і через те, що його прес-секретарем була коханка Віктора Януковича Олена Березовська, скандальна журналістка та українофобка. Також у ЗМІ зазначають, що Поліщук мав дружні стосунки з Олександром Януковичем.

## Розслідування
Журналісти «Голос UA» підозрюють Поліщука в підкупі суддів 2011 року. За даними видання, компанія олігарха «Технополіс» намагалася заволодіти торговельним приміщенням у Києві на Великій Кільцевій дорозі, 4 площею 5000 м2. Це приміщення здавали в оренду «Технополісу», воно ніколи не належало ані компанії, ані її близьким структурам. За допомогою махінацій і судів компанія тимчасово змогла здійснити рейдерське захоплення приміщень і визнати за собою право власності. Однак, завдяки суспільному резонансу, ці судові рішення були скасовані. Втім, далі почалася судова тяганина за повернення власнику приміщення боргу в 41 млн. грн через несплату орендної платні. Станом на кінець 2014 року тяганина тривала, а незмінний суддя на практиці виступає в ролі представника інтересів «Технополіса».
2013 року Броварська міськрада на чолі з мером Ігорем Сапожком проголосувала за те, щоб землі колишнього державного підприємства «Радіопередавальний центр» були віддані в оренду 48-ми особам для «ведення особистого селянського господарства». Згодом усі вони в один день за допомогою одного нотаріуса передали свої ділянки приватному підприємству «Інтер-профіт». Одразу після цього, за поданням мера, депутати проголосували за зміну статусу земель — під промислову забудову. Зі слів мера та бізнесменів, на 96 га мали розміститись логістичний центр, холодильні склади та фармацевтичний завод Bayer AG. Проект на сесії представляв не «Інтер-профіт», а «Техенерготрейд». Журналісти з'ясували, що у цих компаній багато спільного. Екс-директор «Техенерготрейду» Володимир Тимошенко є засновником «Інтер-профіту». Власником «Техенерготрейду» є Віктор Поліщук. У Bayer AG спростували чутки про будівництво заводу у Броварах. За інформацією Павла Різаненка, знищення держпідприємства «Радіопередавальний центр», яке здійснювали люди сина екс-Президента Віктора Януковича, покривав Юрій Артюхов.
За даними розслідування «Схем», в юридичному відділі компанії Поліщука «Техенерготрейд» із листопада 2014 року працює Ольга Наливайченко, донька Валентина Наливайченка. Останній був на цей час керівником СБУ. Після призначення його доньки, СБУ закрила кримінальну справу щодо незаконного відчуження 94,67 гектарів державної землі Радіопередавального центру у Броварах. Справу відновили після звільнення Наливайченка з СБУ. У жовтні 2015 року Шевченківський суд Києва арештував усі 94,67 гектарів земельної ділянки.
На початку 2015 року почався скандал через з затвердження нового генплану Броварів. Проти документа протестувала громадськість міста, вказуючи, що проект генплану передбачає будівництво шкідливого фармацевтичного заводу 3-го класу шкідливості. Розробку генплану на 2,5 млн грн. профінансувала «Інтер-профіт», пов'язана з Поліщуком. 5 березня 2015 року на засіданні Броварської міськради, мер Ігор Сапожко під тиском громадськості зняв питання з розгляду.
За даними Еспресо TV, Поліщук ігнорував свої кредитні зобов'язання перед «Ощадбанком» і не повертав банку $500 млн., які взяв на будівництво торговельного центру «Gulliver». Одночасно він активно розвивав «Банк Михайлівський».
У квітні 2015 року стало відомо, що під час Євромайдану, у грудні 2013 року прес-секретар Поліщука Олена Березовська організувала поїздку українських дітей до Росії, зробивши з цього об'єкт російської пропаганди. Пізніше Березовська виїхала до Москви і там очолила антиукраїнський пропагандистський сайт «Украина.ру».
У жовтня 2016 року НБУ оприлюднив оцінку збитків від дій Поліщука як власника збанкрутілого банку «Михайлівського», сума склала 23 млрд грн.

### Зловживання владою
У березні 2024 року видання Схеми опублікувало розслідування про те, що структури Поліщука отримали від державних українських банків великий кредит під аномально низьку процентну ставку та тривалий термін погашення. Протягом 2022 року вони не повертали борги «Ощадбанку» та «Укрексімбанку», а менеджмент держбанків не застосував жодних штрафних санкцій, хоча мав такі можливості. У квітні САП відкрила кримінальне провадження за статтею «зловживання владою або службовим становищем».